# The Battle of Love's Return
The Battle of Love's Return è un film del 1971, diretto da Lloyd Kaufman, prodotto dalla Troma.
Tra gli attori appare anche Oliver Stone, in seguito divenuto un celebre regista.

## Trama
Abacrombie (Lloyd Kaufman) è un ragazzo imbranato che viene licenziato e inizia quella che definisce una ricerca su se stesso. Sulla sua strada incontra una serie di assurdi personaggi e anche la ragazza dei suoi sogni. Ma la sua ricerca finisce con l'essere una caduta nell'autodistruzione.

## Accoglienza

### Critiche
Il film ricevette critiche contrastanti: i detrattori evidenziarono la pochezza dei mezzi e criticarono lo stile del regista, mentre i critici cinematografici favorevoli al film lo paragonarono alle opere di Woody Allen e Mel Brooks.